# Abdul Rwatubyaye
Abdul Rwatubyaye (ur. 23 października 1996 w Kigali) – rwandyjski piłkarz grający na pozycji środkowego obrońcy. Od 2022 jest zawodnikiem klubu Rayon Sports FC.

## Kariera klubowa
Swoją karierę piłkarską Rwatubyaye rozpoczął w klubie Isonga FC. W sezonie 2012/2013 zadebiutował w jego barwach w pierwszej lidze rwandyjskiej. W latach 2013–2016 występował w APR FC. Trzykrotnie wywalczył z nim mistrzostwo Rwandy w sezonach 2013/2014, 2014/2015 i 2015/2016 oraz zdobył Puchar Rwandy w 2014 roku. W latach 2016–2019 był zawodnikiem Rayon Sports FC. W sezonach 2016/2017 i 2018/2019 został z nim mistrzem Rwandy. W 2019 roku wyjechał do Stanów Zjednoczonych i grał tam kolejno w: Swope Park Rangers (2019), Sporting Kansas City (2019) i Colorado Springs Switchbacks (2019-2020). W latach 2020–2022 był graczem północnomacedońskiego KF Shkupi. W sezonie 2020/2021 został z nim wicemistrzem, a w sezonie 2021/2022 mistrzem kraju. W 2022 wrócił do Rayon Sports FC. W sezonie 2022/2023 sięgnął z nim po krajowy puchar.

## Kariera reprezentacyjna
W reprezentacji Rwandy Rwatubyaye zadebiutował 21 listopada 2015 roku w wygranym 1:0 meczu CECAFA Cup 2015 z Etiopią, rozegranym w Addis Abebie.